# ماركوس غروس (أستاذ جامعي)
ماركوس غروس (بالألمانية: Markus Groß)‏ هو عالم حاسوب ألماني، ولد في 14 يونيو 1963 في سارلاند في ألمانيا.

## وصلات خارجية
- ماركوس غروس على موقع IMDb (الإنجليزية)